# Синдбад (кратер)
Синдбад(лат. и англ. Sindbad) — 29-километровый ударный кратер на поверхности луны Сатурна — Энцелада. Координаты центра — 67°00′ с. ш. 212°04′ з. д. / 67° с. ш. 212,07° з. д. Кратер был обнаружен на снимках космического аппарата «Вояджер-2», а через некоторое время подробно снято зондом «Кассини-Гюйгенс». Этот кратер — четвёртый по величине на Энцеладе (после кратеров Али-Баба, Аладдин и Дуниязад), его диаметр составляет 29,1 км. Внутреннюю часть кратера занимает большая куполообразная структура. Она представляет собой его центральную горку (возникшую вследствие релаксации поверхности после удара). Название кратера получило официальное утверждение в 1982 году.

## Эпоним
Назван в честь Синдбада — персонажа, описанного в сборнике народных сказок «Тысяча и одна ночь». Синбад (Синбад-мореход) — купец из Багдада, с которым произошло много удивительных приключений во время его семи путешествий.